# Quatuor à cordes no 3 de Dohnányi
Pour les articles homonymes, voir Quatuor à cordes nº 3.

Le Quatuor à cordes no 3 en la mineur opus 33 est une composition de musique de chambre d'Ernst von Dohnányi. Composé en 1926 lors d'un voyage aux États-Unis, il est publié par Rozsavölgyi en 1927 à Budapest.

## Structure
1. Allegro agitato e appassionato
2. Andante religioso con variazioni
3. Vivace giocoso

Durée d'exécution : vingt six minutes.